# 한국우주전파관측망

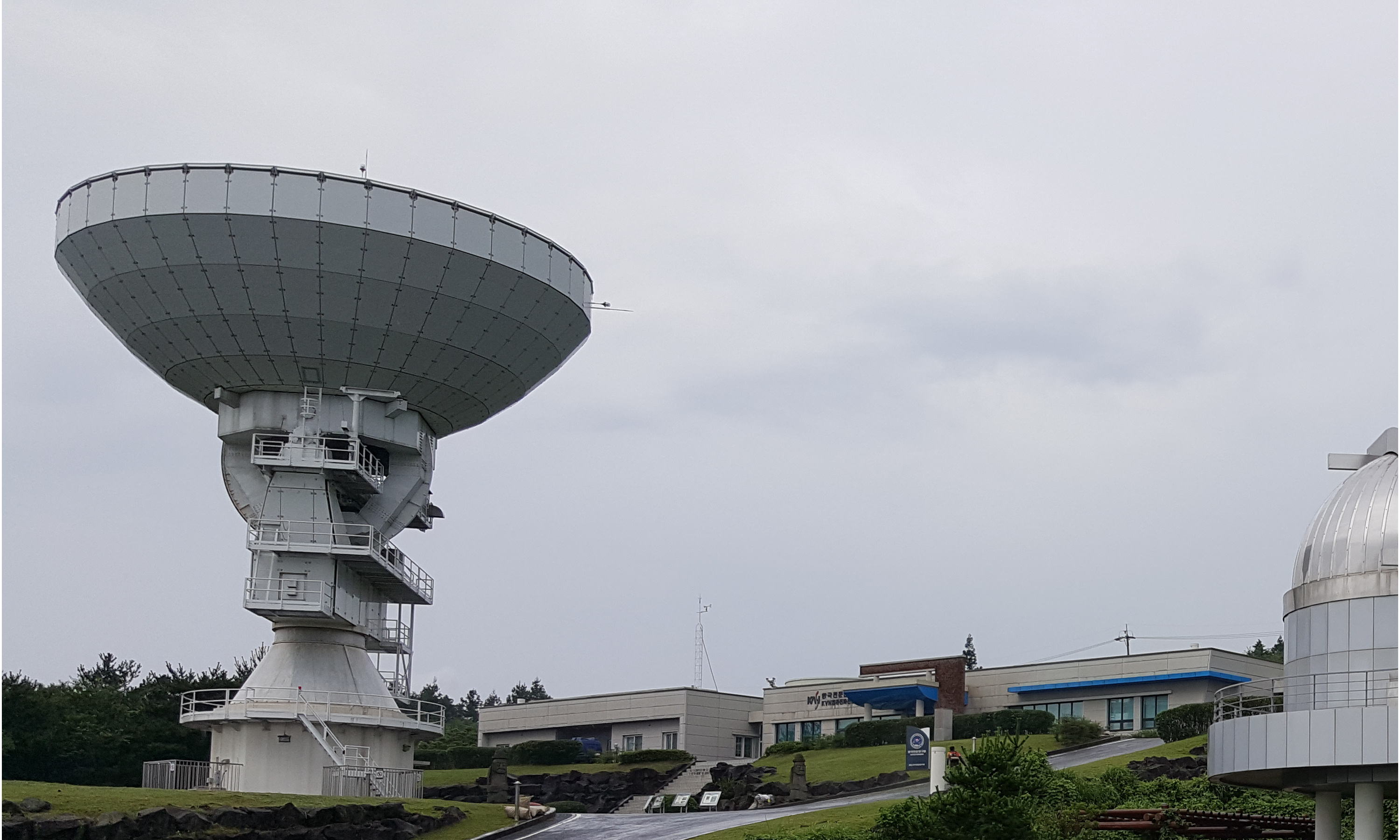
제주 KVN

한국우주전파관측망(KVN; Korean VLBI Network)은 '연세전파천문대·탐라전파천문대·울산전파천문대'로 구성된 우주전파관측망이다. 한국천문연구원이 2001년부터 380억 원을 들여 전파 망원경을 서울 연세대학교, 울산 울산대학교, 제주 탐라대학교에 건설하였다. 3대는 통합 운영되어 지름 500km 짜리 전파 망원경과 같은 효과를 낸다. 2008년 준공식을 갖고 운영되고있다.
3대의 전파망원경은 직경 21 m에 K 밴드(22 GHz), Q 밴드(43 GHz), E 밴드(83 GHz) F 밴드(129 GHz)를 사용한다. 2012년부터 4개 주파수 동시사용으로 통합 운영을 하고 있다. 한국천문연구원은 교육과학기술부의 지원으로 2011년에 세계 최초로 4개채널동시 우주전파관측시스템 개발에 성공한바있다.
이러한 4주파수 동시관측 수신시스템은 세계 최초로 동시 다주파수 시스템을 구현한 mm-VLBI 관측망으로 초정밀 관측시스템을 지향하고 있다.

## VERA와의 통합
한국천문연구원은 2011년 7월 20일 일본 국립천문대와 함께 양국의 전파망원경이 관측한 자료를 처리하는 '한일상관센터'의 공동운영을 위한 합의 각서에 조인했다고 밝혔다. 이에 따라 한국우주전파관측망과 일본의 VERA가 통합되어 지름 2000km의 거대 전파망원경의 효과를 낼 수 있게 될 예정이다.

## 동아시아 VLBI 연구센터

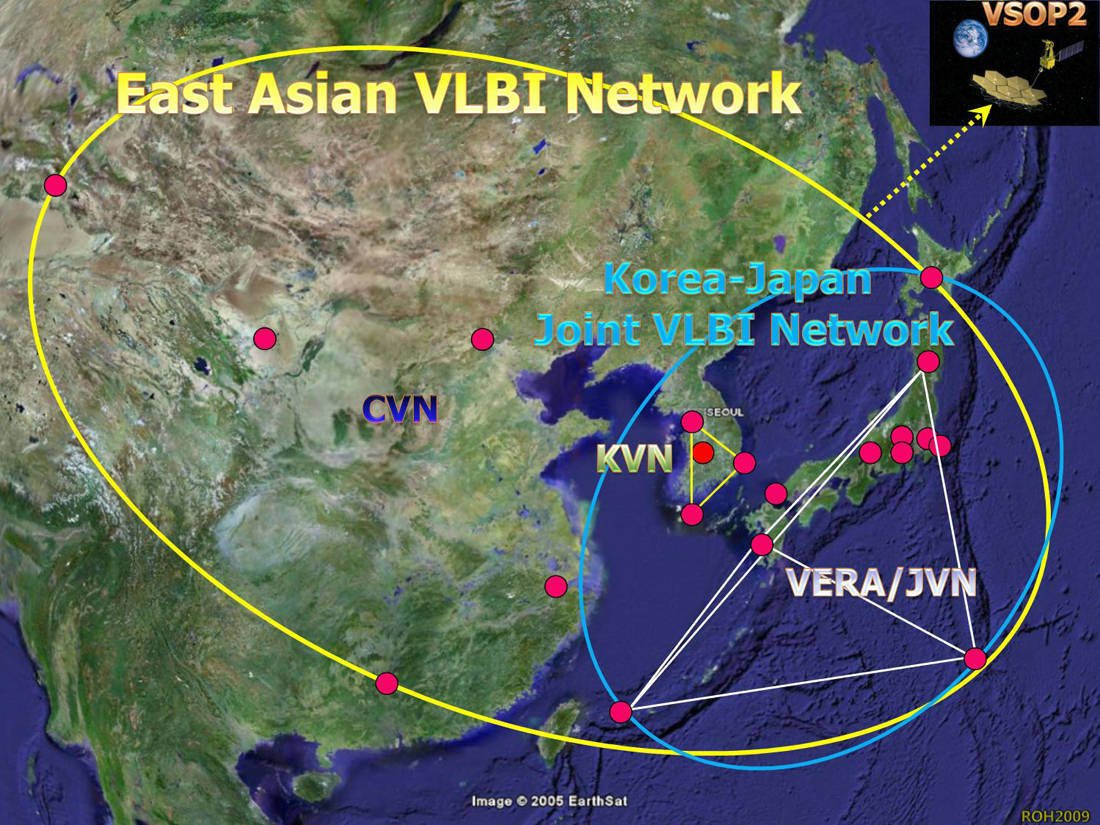
동아시아VLBI네트워크(East Asian VLBI Network)

한국(한국우주전파관측망, Korean VLBI Network), 일본(일본우주전파관측망, VLBI Exploration of Radio Astrometry - 미즈사와, 사쓰마센다이시의 이리키, 오가사와라, 이시가키지마에 관측국 설치), 중국(중국우주전파관측망, Chinese VLBI Network - 베이징, 상하이, 쿤밍, 우루무치에 관측국 설치) 3개국은 공동으로 세계최대 전파망원경기지 구축을 위해 각국이 독자 개발한 천체관측 전파망원경 네트워크를 기초로 하여 동아시아 지역의 지름 6000km 범위 안에 위치한 19 대의 천체관측 전파망원경을 하나의 시스템으로 운영한다고 밝혔다.
한국천문연구원에 구축된 동아시아 VLBI 연구센터는 한,중,일에 각각 설치되어 있는 VLBI를 연계하여 관측하는 한편, 관측된 우주전파신호를 융합하는 핵심 장비인 상관처리시스템(우주전파신호합성장치, correlator)를 운영하는 중심센터로서의 허브역할을 수행하게 된다고 한다.

## 연구
수십억 광년 떨어진 은하(Quasar, 준성)에는 일반적으로 블랙홀이 존재하는데, 이 블랙홀에서 방출되는 물질에서 나오는 전파를 VLBI를 통해 관측하여 은하의 형성과 진화 등에 대한 정보를 얻게 되며, 우주의 기원을 밝히는 관측방법이다. 은하의 별 주위에서 나타나는 현상도 주요 연구 대상이다.

## 같이 보기
- AN/FPS-129 - 전 세계 1cm 이상의 우주물체를 감시하는 미국 NORAD의 X 밴드 레이다. 직경 27 m 전파 망원경이다.
- ALMA
- 서브밀리미터 집합체
- 중력과 천문학
- 초장기선 간섭 관측법